# Chaiyong Khumpiam
Chaiyong Khumpiam (en tailandés: ชัยยง ขำเปี่ยม; Bangkok, Tailandia; 29 de agosto de 1965) es un exfutbolista y entrenador de fútbol de Tailandia que jugaba en la posición de guardameta. Actualmente es comentarista de deportes para el canal PPTV.

## Carrera

### Club
| Periodo   | Club                |
| --------- | ------------------- |
| 1985–1988 | Osotspa Saraburi FC |
| 1988–2002 | Police United FC    |

### Selección nacional
Jugó para Tailandia en 64 ocasiones de 1991 a 1999, participó en la Copa Asiática 1992 y en dos ediciones de los Juegos Asiáticos.

### Entrenador
| Periodo   | Club                  |
| --------- | --------------------- |
| 2006–2007 | Police United FC      |
| 2009–2010 | Police United FC      |
| 2011      | Buriram United FC     |
| 2011–2012 | Chiangmai FC          |
| 2014      | PTT Rayong FC         |
| 2016      | Tailandia U17         |
| 2016–2017 | Air Force Robinson FC |

## Logros

### Jugador
Police United
- Thai Division 1 League: 1999

### Entrenador
Police Tero
- Thai Division 1 League: 2006, 2009

## Premios
- Orden de la Corona de Tailandia[4]
- Orden del Elefante Blanco[5]
- Orden del Direkgunabhorn[6]
- Medalla Chakala[7]